# József Gvadányi
Dans le nom hongrois Gvadányi József, le nom de famille précède le prénom, mais cet article utilise l’ordre habituel en français József Gvadányi, où le prénom précède le nom.
József Gvadányi (né le 16 octobre 1725 à Rudabánya, et mort le 21 décembre 1801 à Szakolca) est un général, poète et philosophe hongrois.

## Trdelník
József Gvadányi popularisa le trdelník, pâtisserie populaire slovaque.